# Trattato di Eden
Il Trattato di Eden o Trattato Eden-Rayneval è un accordo di libero scambio firmato tra Francia e Gran Bretagna in data 26 settembre 1786, volto a ridurre gradualmente i dazi doganali tra i due paesi.
Questo trattato provoca una crisi economica e sociale nel settore tessile in Francia.

## Contesto geopolitico
La firma del trattato Eden-Rayneval arriva in un momento di miglioramento delle relazioni tra Francia e Inghilterra. I due paesi si scontrarono ferocemente durante la Guerra d'indipendenza americana, quando la Francia sostenne i ribelli americani contro l'Inghilterra. La firma, il 3 settembre 1783, del trattato di pace di Versailles aveva previsto che le due nazioni ripristinassero la libertà dei mari e la libertà di commercio confiscate dai conflitti precedenti. Una delle sue disposizioni prevedeva "l'istituzione di nuovi accordi commerciali tra le due nazioni sulla base della reciprocità e della reciproca convenienza" . Questi accordi dovevano essere completati e conclusi entro due anni dal 1 ° gennaio 1784. La firma del trattato Eden-Rayneval avviene in un contesto politico in cui i leader desiderano porre fine alla guerra economica tra questi due paesi, stabilendo un sistema di riduzione progressiva delle tariffe doganali che sarebbe reciprocamente vantaggioso per entrambi i paesi.

### Dal trattato di pace al trattato di libero scambio
Il trattato di pace di Versailles del 1783 stabiliva che un accordo di libero scambio dovesse essere concluso tra i due paesi entro il 1 ° gennaio 1786. Negli anni 1784-1786, diversi tentativi inglesi miravano a organizzare un commercio di contrabbando sulle coste francesi, incoraggiati segretamente da generali di agricoltori che questa pratica favorisce. In cambio, un decreto del Consiglio di Stato ha ordinato il sequestro e la confisca di tutti i tessuti inglesi che entrano in Francia, poi in ottobre, una disposizione dello stesso tipo che copre ferri, acciai lucidati, armi e ferramenta della stessa origine.
All'inizio del 1786, l'Inghilterra si accinse a realizzare con successo un trattato che non poteva eludere. Ci stava lavorando con determinazione sotto la guida del ministro Eden che, nell'aprile 1786, si stabilisce a Parigi con fascicoli nutriti di precise informazioni che gli sono state fornite da un sopralluogo preliminare presso le case produttrici, e precise indicazioni del Primo Ministro britannico, William Pitt il Giovane, fortemente improntato alle idee di Adam Smith.
I negoziati richiedono diversi mesi e trovano le loro conclusioni in settembre 1786. I firmatari, squadra inglese, William Eden , 1 ° Barone Auckland e dalla parte francese, Joseph Matthias Gérard de Rayneval, capo ufficio del ministro degli Esteri Charles Gravier .
Il trattato entra in vigore il 10 marzo 1787. Comprende 47 articoli. I principali tra loro stabiliscono che, per i loro prodotti che entrano in Inghilterra, i dazi sui vini, gli alcolici e gli oli sarebbero ridotti, mentre i lussi, i ghiacci e gli articoli di Parigi pagherebbero solo un dazio del 12%. A titolo di compensazione, verrebbero ridotti al 12% anche i dazi all'importazione in Francia sui tessuti di lana e cotone, sulla terracotta e sulla ceramica; stesso trattamento per ferri da stiro e ferramenta. D'altra parte, i tessuti di seta o misto seta rimarrebbero proibiti in Inghilterra, mentre nessuno dei grandi articoli di manifattura inglese sarebbe vietato in Francia.
Una reazione positiva al trattato in entrambi i paesi
La corrispondenza privata di William Pitt con Eden mostra che quest'ultimo è particolarmente soddisfatto dell'andamento dei negoziati, considerato che l'Inghilterra ha ampiamente difeso le sue prerogative, ottenendo grandi concessioni dalla Francia.
Anche il governo francese è soddisfatto del trattato. L'élite liberale francese, in particolare Vergennes, influenzata dal movimento fisiocratico e dall'importanza dell'aristocrazia terriera alla corte del re Luigi XVI, voleva rafforzare la vocazione agricola della Francia. L'idea è che un aumento della produzione agricola le consentirà di dominare l'Europa e che l'Inghilterra possa essere lasciata a sviluppare la sua produzione manifatturiera. Le élite francesi non immaginano che un paese come l'Inghilterra, che all'epoca aveva 7,8 milioni di abitanti, potrebbe eventualmente dominare la Francia, che ne aveva quattro volte di più (28 milioni).

## Le conseguenze del trattato Eden-Rayneval

### Un clamoroso successo per l'Inghilterra
Il trattato Eden-Rayneval si rivela molto favorevole all'Inghilterra. Le esportazioni inglesi in Francia aumentarono da 13 milioni di libbre nel 1784 a 64 milioni di libbre nel 1788, mentre durante questo stesso periodo le esportazioni francesi in Inghilterra aumentarono a un ritmo più lento, da 20 milioni a 30 milioni di libbre. Questo improvviso arrivo sul mercato francese di prodotti inglesi più economici e spesso di migliore qualità porta a prezzi più bassi in alcuni settori, in particolare nel tessile.
Nel campo delle cardatrici, della filatura e della tessitura, l'Inghilterra beneficia di un certo progresso tecnologico. Una serie di nuove concezioni della divisione e dell'organizzazione del lavoro ha anche migliorato la produttività delle manifatture inglesi. Nell'Europa continentale, la protoindustrializzazione domina ancora l'economia tessile, in particolare con le attività di filatura svolte nelle campagne da lavoratori rurali. In Inghilterra, un sistema di fabbrica ha creato nuove unità urbane che sono raggruppate nello stesso settore dei lavoratori, come nello stabilimento di Cromford di Richard Arkwright.
Una riflessione economica e politica sulla conquista dei mercati e del libero scambio, teorizzata da Adam Smith, incarna questi nuovi atteggiamenti "In Inghilterra, un flusso d'acqua è, per la sua leadership, agire simultaneamente macchine décarder per irruvidire e ridurre gradualmente il cotone alla tenacia necessaria per l'adeguamento alla filatura, il cui funzionamento è fatto da altre macchine, che la stessa corrente d'acqua muove”. Una politica di conquiste coloniali e di apertura forzata dei mercati esteri accompagnava anche questa nuova tendenza commerciale.
La Francia, che voleva aumentare le sue esportazioni agricole in Inghilterra, si trovò ostacolata dagli scarsi raccolti del 1788 e del 1789, che provocarono una forte crisi della frutta , essa stessa fonte di una crisi sociale su vasta scala .

### Una crisi economica e sociale nel settore tessile francese
Dall'anno 1787, e ancor più nel 1788 e 1789, l'invasione dei tessuti inglesi provocò il licenziamento di migliaia di operai tessili, oltre a pressioni al ribasso sui salari. Questa paura di una caduta dei salari è uno dei fattori scatenanti della borsa della Manifattura Reale di carte da parati, dal 26 al 28 aprile 1789. Questa rivolta annunciò l'assalto alla Bastiglia pochi mesi dopo.
Questo improvviso shock economico dovrebbe incoraggiare la rapida modernizzazione di questo settore. Le società incentive sono state create dalle Camere di Commercio per aiutare gli imprenditori a dotarsi di macchine tessili inglesi (la Jenny e la Water Frame). Tuttavia, il settore tessile francese stava incontrando grandi difficoltà ad adattarsi a questa nuova situazione. Questi nuovi investimenti aumentano le difficoltà dei produttori, costretti a sostenere spese aggiuntive in un momento in cui i loro ricavi calano drasticamente.
Di conseguenza, il trattato è una delle denunce citate all'inizio della Rivoluzione francese. Alla fine del 1788 provocò un'ondata francese di rotture di macchinari tessili avvenuta contemporaneamente allo scoppio della Rivoluzione e accompagnò i disordini della frustrazione; violenza contro le macchine che contribuisce e accompagna l'effervescenza rivoluzionaria, la più notevole delle quali ha avuto luogo a Saint-Étienne, Rouen, Troyes, Parigi durante la rivolta alla fabbrica di carta da parati Réveillon, nel Faubourg Saint-Antoine, il 27 ed il 28 aprile 1789.
Inoltre, alcuni autori francesi Considerano gli effetti del trattato come una delle cause principali della guerra di Vandea. Ad esempio, la produzione dell'industria tessile nella città di Cholet crollò tra il 1789 e il 1791, apparentemente a causa dell'importazione di prodotti tessili britannici a buon mercato. Di conseguenza, la povertà e la disoccupazione sono aumentate nel distretto di Cholet. "Si diceva che tessitori scontenti e aree in cui la produzione tessile fosse in difficoltà rappresentassero una seria minaccia politica".

### Forte sostegno da parte degli imprenditori tessili durante la Rivoluzione francese
Gli imprenditori tessili francesi, per lo più situati intorno ad Amiens, Rouen, Parigi, Cholet e nel nord della Francia, sono stati duramente colpiti da questo massiccio afflusso di concorrenza a basso costo. I tentativi francesi di creare un'industria manifatturiera tessile sono fortemente influenzati.
Dal 1787, questi imprenditori saranno a favore di un capovolgimento della politica di libero scambio di Luigi XVI e costituiranno un forte e costante sostegno alle iniziative rivoluzionarie. In particolare, troveranno tra i giacobini un partito che sosterrà le loro richieste per il ripristino dei dazi doganali alle frontiere. Il lungo periodo di guerra, dal 1792 al 1814, dominerà poi i dibattiti economici (blocco continentale).

### Dal libero scambio all '"egoismo nazionale"
Dopo le guerre napoleoniche e la conseguente depressione economica europea, molti paesi adottarono politiche protezionistiche per proteggere le loro industrie nazionali o l'agricoltura. In Inghilterra, le Corn Laws, approvate nel 1815, vietano qualsiasi importazione di grano da paesi stranieri.
La politica economica della Restaurazione francese fu ampiamente definita nel 1814 da Talleyrand e dai suoi consiglieri come quella dell'"egoismo nazionale". Frutto delle riflessioni avviate sotto l'Impero, sull'osservazione dell'“oro inglese” che ha finanziato la coalizione contro la Francia, si pone come obiettivo principale la costituzione di un forte settore industriale.
In materia protezionistica, la Francia può essere qualificata, nel periodo 1814-1860, come neocolbertista. Il pensiero liberale di Adam Smith è ampiamente adottato dalla classe politica all'interno dei propri confini nazionali. Si desidera creare un mercato nazionale con infrastrutture pubbliche ben mantenute che consentano una sana competizione tra le imprese e che si accompagni a un potenziamento dell'assunzione di rischi e delle iniziative individuali.
Questo liberalismo interno è accompagnato da una politica doganale ai confini della Francia intesa a scoraggiare le importazioni di prodotti a valore aggiunto. Secondo l'espressione di Chaptal, "dobbiamo mobilitare le armi", vale a dire favorire le industrie che impiegano forza lavoro di trasformazione. Vengono così incoraggiate le importazioni di materie prime di cui la Francia ha poco o nessun possesso, come il carbone, o di prodotti semilavorati come il ferro svedese, che saranno trasformati. I prodotti finiti già lavorati, come i cotoni inglesi, non possono essere importati.
L'obiettivo dichiarato di questa politica economica, nota come "egoismo nazionale", è rompere con la disoccupazione e il sottosviluppo caratteristici dell'Ancien Régime. Questa politica neo-colbertista sarà mantenuta fino al trattato di libero scambio del 1860, noto come trattato Cobden-Chevalier.
Secondo lo storico economico Patrick Verley, questo forte protezionismo a livello francese e inglese, che si è sviluppato anche in altri paesi europei, ha avuto un impatto diretto e forte sulla struttura del commercio internazionale intorno all'anno 1820. Mentre il Sud America e l'Asia avevano in precedenza esportato la maggior parte dei prodotti manifatturieri, questa tendenza è improvvisamente invertita; questi paesi esportarono dal 1820 principalmente materie prime e divennero mercati di esportazione di manufatti per l'Inghilterra e, in misura minore, per Francia e Stati Uniti.